# Christina Ricci
Christina Ricci (Santa Mónica, California, 12 de febrero de 1980) es una actriz y productora estadounidense,  conocida principalmente por interpretar personajes poco convencionales con un lado oscuro. Recibió varios reconocimientos, incluyendo un Premio de la Junta Nacional de Revisión a la Mejor Actriz de Reparto y un Premio Satellite a la Mejor Actriz, así como nominaciones al Globo de Oro, Primetime Emmy, Screen Actors Guild y Independent Spirit Award.
Hizo su debut cinematográfico a la edad de diez años en Mermaids (1990), que fue seguida por un papel destacado como Wednesday Addams en The Addams Family (1991) y su secuela. Apariciones posteriores en Casper y Now and Then (ambas en 1995) le dieron fama. A los 17 años, asumió roles maduros con La tormenta de hielo (1997), que condujo a partes en películas como Buffalo '66, Pecker y The Opposite of Sex (todo 1998). Obtuvo elogios por sus actuaciones en Sleepy Hollow (1999) y Monster (2003). Sus otros créditos incluyen Fear and Loathing in Las Vegas (1998), Prozac Nation (2001), Pumpkin (2002), Anything Else (2003), Black Snake Moan (2006), Speed Racer (2008) y The Smurfs 2 (2013). A pesar de ser conocida principalmente por su trabajo en producciones independientes, Ricci ha aparecido en numerosos éxitos de taquilla; hasta la fecha, sus películas han recaudado más de US$1.4 mil millones.
En televisión encarnó a Liza Bump en la última temporada de Ally McBeal (2002), y recibió elogios por su papel de invitada en Grey's Anatomy en 2006. También interpretó a Maggie Ryan en la serie de ABC Pan Am (2011-12), y produjo y protagonizó las series The Lizzie Borden Chronicles (2015) y Z: The Beginning of Everything (2017). Además de expresar personajes en varias películas animadas, Ricci proporcionó voces para los videojuegos The Legend of Spyro: Dawn of the Dragon y Speed Racer: The Videogame (ambos en 2008). En 2010, hizo su debut en Broadway en Time Stands Still.
En octubre de 2013 se casó con James Heerdegen  y dio a luz a un hijo en agosto de 2014. Ella es la portavoz nacional de la Rape, Abuse & Incest National Network (RAINN).

## Biografía
Nació en Santa Mónica, California, la cuarta e hija menor de Sarah (de soltera Murdoch) y Ralph Ricci. Su madre trabajó como modelo de la Agencia Ford durante la década de 1960 y más tarde se convirtió en agente de bienes raíces. Su padre tenía una carrera variada, incluyendo trabajos como maestro de gimnasia, abogado, consejero de drogas y terapeuta de gritos primarios. Con respecto a su ascendencia, Ricci ha declarado: 

La sangre italiana se ha diluido. Hay un italiano de cuatro o cinco generaciones atrás que se casó con una mujer irlandesa y tuvieron todos los hijos. Entonces se casaron con más mujeres irlandesas, había más hijos, y más mujeres irlandesas. Ahora soy básicamente escocesa-irlandesa.

Su familia se mudó a Montclair, Nueva Jersey, donde creció asistiendo a la escuela primaria Edgemont, la escuela secundaria Glenfield, la escuela secundaria Montclair y la escuela Morristown-Beard. Más tarde asistió a Professional Children's School en la ciudad de Nueva York.
Sus hermanos son Rafael (nacido en 1971), Dante (nacido en 1974) y Pia (nacida en 1976). Los padres de Ricci se separaron cuando ella tenía 13 años y no ha vuelto a hablar con su padre desde entonces. Ha hablado sobre su infancia en entrevistas, particularmente sobre el divorcio y la relación turbulenta con su padre.

## Trayectoria cinematográfica

### Primeros papeles (1990-1996)

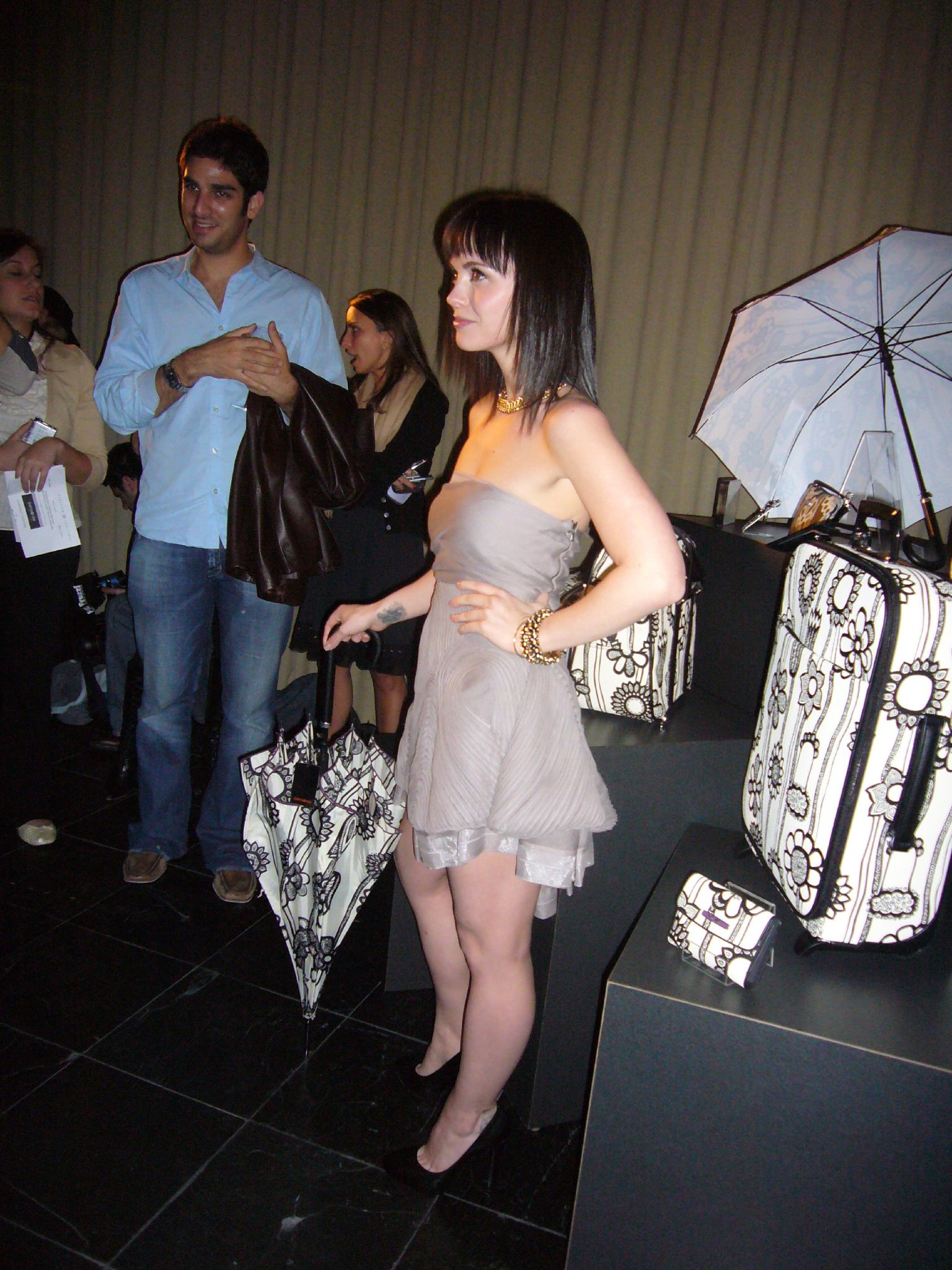
Christina Ricci en el Hotel Gramercy Park, el 29 de marzo de 2007.

Su oportunidad dorada llegó con su primer papel protagonista en Mermaids (1990), película de Orion Films ambientada en los sucesos de noviembre de 1963, con el asesinato del presidente John F. Kennedy, y dirigida por Richard Benjamin, en la que debutó a los diez años como la pequeña Kate Flax, junto a Cher y Winona Ryder. Con esta última mantiene una gran amistad, puesto que no deja de visitarla en su departamento cada vez que llega a Nueva York. «Nosotras somos como almas gemelas», argumentó Winona Ryder en una ocasión.
Un año más tarde, dirigida por Barry Sonnenfeld, Ricci obtuvo el papel de la pequeña psicópata Wednesday Addams, junto a Anjelica Huston, Raúl Julia y Elizabeth Wilson, en la versión cinematográfica de un clásico del humor negro americano televisivo de la década de 1960 The Addams Family (1991), al igual que The Hard Way (1991), en donde encarna a Bonnie. De ahí le siguieron filmes como The Cemetery Club (1993) como Jessica, y Addams Family Values (El regreso de la familia Addams) (1993), repitiendo el elenco de la primera versión y volviendo a encarnar a la pequeña Wednesday. 
Al tiempo que ingresaba a realizar sus estudios secundarios en el Elemental Edgemont, en Nueva York, una disfuncionalidad familiar provocó la separación de sus padres en 1993. Ricci permaneció con su madre, quien tomó la custodia de ella y sus hermanos.
Intentando superar esta difícil etapa de su vida toma papeles en películas como Now and Then (Amigas o Recuerdos del ayer, 1995) como la joven Roberta, compartiendo pantalla con grandes de la industria como Demi Moore, Melanie Griffith, Rosie O'Donnell, Rita Wilson (segunda esposa de Tom Hanks), Brendan Fraser (The Mummy), Geanine Garofallo, Thora Birch (American Beauty) y Gaby Hoffmann (Volcano), con la cual tiene una gran amistad desde ese entonces.
Con Casper (1995) comienza una segunda etapa en su carrera cinematográfica, puesto que deja a su primer representante y contrata a Larry Franckfort, el cual le consigue papeles un poco menos predecibles y con contenidos más humanos, como Gold Diggers: The secret of Bear Mountain (Cazadores de aventuras o Gold Diggers: el secreto de la montaña del oso, 1995) donde interpreta a Beth Easton, papel que la hizo merecedora del premio especial a la estrella del año otorgado por la Sociedad de Prensa del Espectáculo de Hollywood, además del Premio a la Estrella del Mañana del Este, entregado por la Asociación de Dueños de Teatros de Estados Unidos.
Un año más tarde su popularidad la convierte en otra de las jóvenes estrellas en ser invitada a poner su voz en un dibujo animado, concretamente en el episodio Summer of 4 Ft. 2 de la popular serie animada de la cadena Fox Los Simpson, representando a la pequeña Erin, amiga de Lisa Simpson en un fortuito viaje de vacaciones a la playa.
Su popularidad y fama conseguidas hasta ese momento hizo que ejecutivos de la multinacional de bebidas gaseosas Coca-Cola, a través de su agencia de publicidad McCann-Ericsson, la invitaran a ser parte de la colección de pósteres denominados Star junto a otras divas como Madonna, Janet Jackson y Whitney Houston para relanzar la nueva imagen a nivel mundial de dicha bebida.

### Reconocimiento yLo opuesto al sexo(1997-2004)
Ricci, a los dieciséis años de edad, aparece en Bastard out of Carolina (1996), en dos escenas fugaces, como la joven Dee Dee; Little Red Riding Hood (1997) encarnando al personaje del nombre de la película, en su primer papel protagonista, y se convirtió en su nuevo proyecto. The Ice Storm (La tormenta de hielo) (1997) como Wendy Hood; terminando este productivo período para Ricci con That Darm Cat (Un gato del FBI) (1997).
Al finalizar la grabación de esta película, Ricci se gradúa en el colegio e intenta inscribirse en un programa a distancia de la Universidad de Columbia, pero cambia de parecer y decide no asistir, ya que prefiere mejorar sus atributos dramáticos a la hora de actuar.
Muestras de aquel cambio también son Souvenir (1998) y Pecker (1998), en el rol de Shelly, junto a Edward Furlong, y dirigida por John Waters. I Woke Up Early the Day I Died (Desperté temprano el día de mi muerte) (1998) y Pequeños guerreros (Small Soldiers, 1998), producción semianimada de 20th Century Fox.
Trabajó en Buffalo '66 (1998) en papel protagonista interpretando a la introvertida Layla; y en Opposite of Sex (Lo opuesto del sexo) (1998) como Dedee Truitt, un auténtico peligro social que termina separando a la pareja gay de su hermano, actuando junto a Lisa Kudrow, Martin Donovan (Pasadena) e Ivan Sergei. Estos roles terminaron por consagrarla y otorgarle sendos reconocimientos y premios como dos Golden Space Needle Award a la mejor actriz en 1998, tres NBR Award a la mejor actriz de reparto en 1998 por estas dos películas y una por Pecker (1998). Un Golden Satellite Award a la mejor actriz en una película comedia o musical en 1999 y tres FFCC Award 1999 a la mejor actriz de reparto por Pecker (1998) y Buffalo '66 (1998), y una como mejor actriz por Opposite of Sex (1998).
Además, ha recibido sendas nominaciones a un American Comedy Award a la mejor actriz en una película en rol protagonista en 1999 y un Independent Spirit Award 1999 a la mejor actuación femenina. Pero la más importante de su carrera ha sido, sin duda alguna, la nominación recibida a la mejor actriz en una película cómica o musical por Opposite of Sex (1998) en los Globos de Oro de 1999.
Reconocida por los críticos como toda una estrella, Tim Burton la contrató para Sleepy Hollow (La leyenda del jinete sin cabeza) (1999), adaptación de un cuento de Washington Irving producida por Paramount Pictures, donde encarna a Katrina Van Tassel. Este film fue ganador del Óscar a la mejor dirección artística y contó con los protagonismos de Johnny Depp y Christopher Walken. Por este papel, al año siguiente recibiría el premio a la mejor actriz de un filme de horror en los Blockbuster Entertainment Awards 2000.
Recibió el premio de manos de otra de sus grandes amigas Michelle Williams de Dawson´s Creek y Frankie Muñiz de Malcolm in the Middle. Fue la primera vez que recibía un galardón en televisión.
A este éxito se le han sumado trabajos en Fear and Loathing in Las Vegas (Miedo y Asco en Las Vegas) (1998) como Lucy, donde vuelve a trabajar con Depp, además del ganador del Óscar Benicio del Toro y Cameron Diaz. Desert Blue (1998) en el papel de Ely, una joven amante del riesgo, el peligro y la dinamita de contrabando, apresada varias veces por el sheriff local, su propio padre, en una ciudad sometida a cuarentena por el derrame de un producto químico desconocido en la carretera principal. Dirigida por el actor Morgan Freeman (Deep Impact) y con la actuación de Brendan Sexton III y Kate Hudson (Casi famosos, Holy Smoke).
No Vacancy (1998) se convierte en la primera película en la que ella se autodirige. Luego vendían Asylum (1997) y la comedia 200 Cigarettes (200 cigarrillos) (1999), donde interpreta a la incontrolable Val, junto a Courtney Love, Ben Affleck y su gran amiga Gaby Hoffmann bajo la producción de MTV.
El 4 de diciembre de 1999 fue elegida para ser anfitriona del popular programa de la NBC Saturday Night Live.
Posteriormente vendría Bless the Child (2000), una adaptación de fin de siglo de La profecía, en el papel de Cheri Post, producida por Buena Vista International y dirigida por Chuck Russell, con Kim Basinger y el actor de origen latinoamericano Jimmy Smits; además de The Man Who Cried (2000), la historia de Suzie, una joven emigrante rusa de padre judío, que ingresa al mundo del teatro cuando encuentra a una famosa cantante de ópera.
En marzo de ese mismo año trabajó junto al director Michael Oliva en la grabación del vídeo para la canción Natural Blues del joven cantante estadounidense Moby, el cual fue nominado a mejor video masculino en los MTV Video Music Awards 2000. Esta fue la primera vez que Ricci trabajaba para un vídeo musical. Anteriormente lo había hecho, pero solo con escenas para la película Desert Blue (1998) en el vídeo The Frug, de Río Kiley.
Su hasta entonces más reciente proyecto cinematográfico fue estrenado primero en el Festival Internacional de Cine de Toronto y luego en los Estados Unidos bajo el nombre de Prozac Nation (2001), del cual se esperaron las mejores críticas en los meses venideros.
All Over the Guy (2001), donde trabaja nuevamente con Lisa Kudrow como Rayna y dirigida por Julie Davis, fue el penúltimo escalón que el 2001 le impuso antes de grabar Adrenalynn (2001). Luego, la televisión le hace su primer llamado en el telefilme The Laramie Project.
A principios de 2002 Pumpkin fue estrenada en las salas de cine el 28 de julio de ese año. Producido una vez más por el afamado Francis Ford Coppola, quien ya experimentó el éxito con la participación de Ricci en el filme de 1999 Sleepy Hollow, y dirigida por Adam Larson Broder y Tony Abrams. Esta película vuelve a poner a Ricci, quien interpreta a Carolyn McDuffy, como coproductora, después de su trabajo de 1999 en 200 Cigarettes (200 cigarrillos). Casi inmediatamente después de terminar este proyecto estrena, en papel estelar, el también conmovedor filme Miranda (2002), dirigido por Marc Munden.
Ally McBeal, la popular serie ganadora del Emmy de la cadena Fox, la ve volver a incursionar en televisión en la temporada 2002, terminados sus proyectos de este año; como la joven abogada Liza Bump, comparte invitación con el actor Matthew Perry (Chandler en Friends) y el cantante de rock y actor Jon Bon Jovi.
En 2003 participó en la multipremiada película Monster como Shelby Wall, y junto a Charlize Theron, en 2004 recibió la nominación al mejor beso en los Premios MTV Movie.

### Teatro y papeles secundarios (2005-2017)

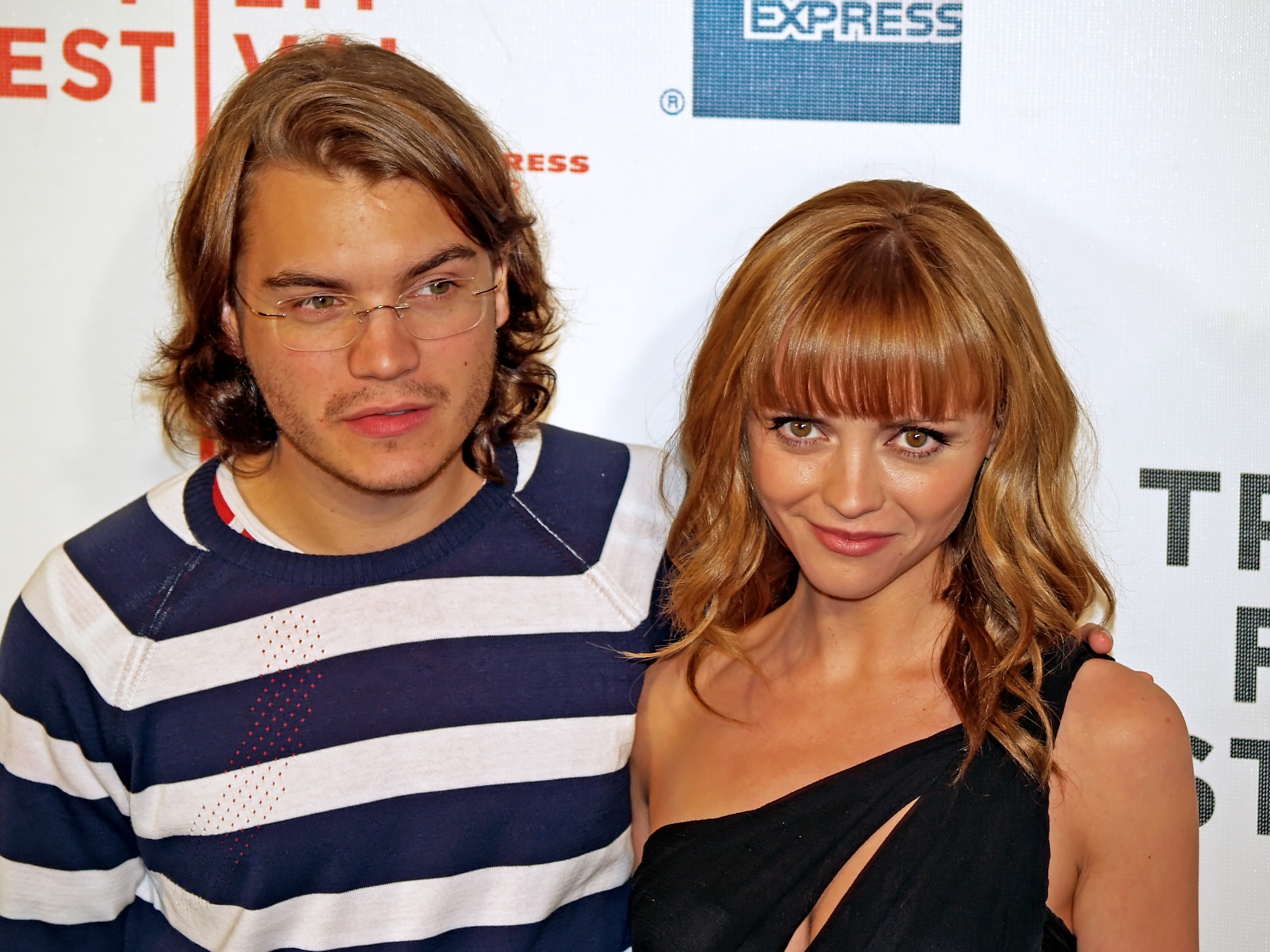
Emile Hirsch y Ricci en la premier de Speed Racer

En 2003 Woody Allen la dirige en Anything Else, estrenada en el Festival de cine de Venecia el 27 de agosto del mismo año.
Fue portada de las revistas más importantes del mundo del espectáculo y la música, como Rolling Stone, Entertainment Weekly, Vogue y People, entre otras.
Ha participado en innumerables y reconocidos eventos, pasando desde el premio Óscar hasta por los MTV Movie Awards, además de varios festivales de cine en Europa como Cannes o Venecia, y en Estados Unidos como el independiente Sundance, donde en 2000 fue declarada la reina del festival.
Su paso por la pantalla pequeña se ve reflejado por innumerables entrevistas en los principales programas de entretenimiento, como The Rosie O´Donnell Show, The Ellen Show, The Tonight Show with Jay Leno, The View, Edward Letterman Show, John Stewart Show, Conan O´Brien Show y Reggis and Katty Lee, entre los más importantes.
En 2006 protagonizó la película Penelope, junto a James McAvoy. Ese mismo año interpretó a Hanna, una joven técnica sanitaria en la segunda temporada de la exitosa serie Anatomía de Grey.
En 2008 volvió a la pantalla grande encarnando a Trixie, la novia del protagonista de la película de las hermanas Wachowski Speed Racer.
En el mes de enero de 2010 se anunció que la actriz protagonizaría Bel Ami, junto a Robert Pattinson.
Entre 2011 y 2012 protagonizó la serie Pan Am, donde dio vida a la azafata Maggie Ryan, personaje caracterizado por su rebeldía y su amor incondicional hacia el presidente Kennedy.

## Vida personal
De 2007 a 2008 salió con el actor australiano Kick Gurry, la pareja se conoció mientras filmaban la película Speed Racer.

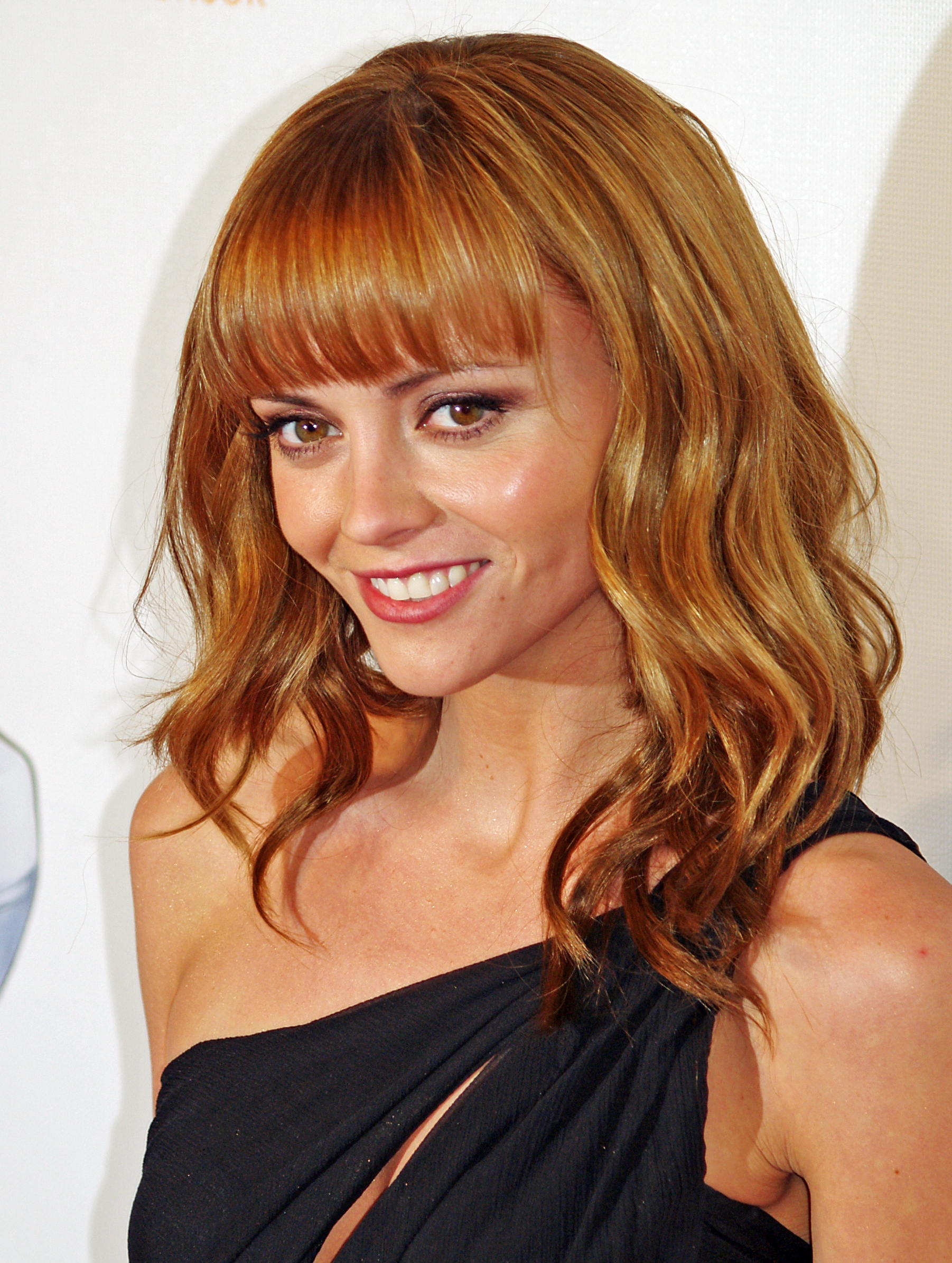
Christina Ricci en 2008

Más tarde en 2008, tras solo cuatro meses saliendo juntos, se comprometió con el actor Owen Benjamin, sin embargo la relación terminó en junio de 2009. En 2009 comenzó a salir con el fotógrafo Curtis Buchanan.
En febrero de 2013 Ricci anunció su compromiso con James Heerdegen. Contrajeron matrimonio el 26 de octubre de ese mismo año en Manhattan. En agosto de 2014, tuvieron a su único hijo en común, Frederick "Freddie" Heerdegen. En julio de 2020 le pidió el divorcio a Heerdegen. En enero de 2021, Ricci pidió una orden de alejamiento por malos tratos a Heerdegen. En abril de 2021 le concedieron la custodia completa, mientras que Heerdegen tuviera derecho de visitas.
En agosto de 2021, Ricci anunció que estaba embarazada por segunda vez de su actual pareja Mark Hampton. Se casaron el 9 de octubre de 2021. Su hija Cleo nació el 8 de diciembre de 2021.

## Filmografía

### Cine
| Año                | Título                                                                         | Personaje              | Notas                                                    |
| ------------------ | ------------------------------------------------------------------------------ | ---------------------- | -------------------------------------------------------- |
| 1990               | Mermaids                                                                       | Kate Flax              |                                                          |
| 1991               | Colegas a la fuerza                                                            | Bonnie                 |                                                          |
| 1991               | The Addams Family                                                              | Wednesday Addams       |                                                          |
| 1993               | The Cemetery Club                                                              | Jessica                |                                                          |
| 1993               | La familia Addams: la tradición continúa                                       | Wednesday Addams       |                                                          |
| 1995               | Casper                                                                         | Kathleen 'Kat' Harvey  |                                                          |
| 1995               | Amigas para siempre (Now and Then)                                             | Roberta Martin (Joven) |                                                          |
| 1995               | El secreto del tesoro de la montaña (Golddiggers: The Secret of Bear Mountain) | Beth Easton            |                                                          |
| 1996               | Bastard Out of Carolina                                                        | Dee Dee                |                                                          |
| 1996               | El año que murió Elvis                                                         | Erin                   |                                                          |
| 1997               | Little Red Riding Hood                                                         | Caperucita Roja        |                                                          |
| 1997               | Un gato del FBI                                                                | Patti Randall          |                                                          |
| 1997               | La tormenta de hielo                                                           | Wendy Hood             |                                                          |
| 1998               | Souvenir                                                                       | Joven Orlando          | Voz                                                      |
| 1998               | Buffalo '66                                                                    | Layla                  |                                                          |
| 1998               | Miedo y asco en Las Vegas                                                      | Lucy                   |                                                          |
| 1998               | Lo opuesto al sexo                                                             | Dee Dee Truitt         |                                                          |
| 1998               | Pequeños guerreros                                                             | Gwendy Doll            | Voz                                                      |
| 1998               | Pecker                                                                         | Shelley                |                                                          |
| 1998               | Desert Blue                                                                    | Ely Jackson            |                                                          |
| 1998               | I Woke Up Early the Day I Died                                                 | Hooker                 |                                                          |
| 1999               | 200 Cigarettes                                                                 | Val                    |                                                          |
| 1999               | No Vacancy                                                                     | Lillian                |                                                          |
| 1999               | Sleepy Hollow                                                                  | Katrina VanTassel      |                                                          |
| 2000               | La bendición                                                                   | Cheri Post             |                                                          |
| 2000               | Vidas furtivas                                                                 | Suzie                  |                                                          |
| 2001               | All Over the Guy                                                               | Rayna Wyckoff          |                                                          |
| 2001               | Prozac Nation                                                                  | Elizabeth Wurtzel      |                                                          |
| 2001               | Visitantes (Ellos)                                                             | Cassie Grant           |                                                          |
| 2002               | The Laramie Project                                                            | Romaine Patterson      | Documental basado en la historia real de Matthew Shepard |
| 2002               | Pumpkin                                                                        | Carolyn McDuffy        |                                                          |
| 2002               | Miranda                                                                        | Miranda (Alice)        |                                                          |
| 2003               | Monster                                                                        | Selby Wall             |                                                          |
| 2003               | Anything Else                                                                  | Amanda                 |                                                          |
| 2003               | I Love Your Work                                                               | Shana                  |                                                          |
| 2005               | La maldición                                                                   | Ellie                  |                                                          |
| 2006               | Penelope                                                                       | Penelope               |                                                          |
| 2006               | Home of the Brave                                                              | Sarah Schivino         |                                                          |
| 2006               | The White Rose                                                                 | Sophie Scholl          |                                                          |
| 2007               | Black Snake Moan                                                               | Rae                    |                                                          |
| 2008               | Speed Racer                                                                    | Trixie                 |                                                          |
| 2008               | New York, I Love you                                                           | Camile                 |                                                          |
| 2009               | After.Life                                                                     | Anna Taylor            |                                                          |
| 2012               | Bel Ami                                                                        | Clotilde               |                                                          |
| 2013               | Los Pitufos 2                                                                  | Vexy                   | Voz                                                      |
| 2013               | Around the Block                                                               | Dino                   |                                                          |
| 2017               | Teen Titans: The Judas Contract                                                | Tara Markov / Terra    | Voz                                                      |
| 2018               | Distorted                                                                      | Lauren Curran          |                                                          |
| 2019               | Escaping the Madhouse: The Nellie Bly Story                                    | Nellie Bly             |                                                          |
| 2020               | 10 Things We Should Do Before We Break Up                                      | Abigail                |                                                          |
| 2020               | Percy                                                                          | Rebecca Salcau         |                                                          |
| 2021               | Matrix Resurrections                                                           | Gwyn de Vere           |                                                          |
| 2022               | Monstruos                                                                      | Laura Butley           |                                                          |
| (Fuente: IMDb.com) |                                                                                |                        |                                                          |

### Televisión
| Año                | Título                         | Personaje                 | Notas                                                   |
| ------------------ | ------------------------------ | ------------------------- | ------------------------------------------------------- |
| 1990               | H.E.L.P.                       | Olivia                    | Episodio: "Are You There, Alpha Centauri?"              |
| 1996               | The Simpsons                   | Erin (voz)                | Episodio: "Summer of 4 Ft. 2"                           |
| 1998               | Bug City                       | Ella misma                | Presentadora                                            |
| 1999               | Saturday Night Live            | Ella misma (presentadora) | Episodio: "Christina Ricci/Beck"                        |
| 2002               | Ally McBeal                    | Liza Bump                 | 7 episodios                                             |
| 2005               | Joey                           | Mary Therese Tribbiani    | 1 episodio                                              |
| 2006               | Grey's Anatomy                 | Hannah Davies             | Episodios: "It's the End of the World", "As We Know It" |
| 2011-2012          | Pan Am                         | Margaret "Maggie" Ryan    | 14 episodios                                            |
| 2012               | The Good Wife                  | Therese Dodd              | Episodio: "Anatomy of a Joke"                           |
| 2014               | Lizzie Borden: Took an Ax      | Lizzie Borden             | Película para televisión                                |
| 2015               | The Lizzie Borden Chronicles   | Lizzie Borden             | 8 episodios, productora ejecutiva                       |
| 2017               | Z: The Beginning of Everything | Zelda Fitzgerald          | 10 episodios, productora ejecutiva                      |
| 2020               | 50 States of Fright            | Bitsy                     | Episodio: "Red Rum"                                     |
| 2021-presente      | Yellowjackets                  | Misty Quigley (adulta)    | 28 episodios                                            |
| 2022-presente      | Wednesday                      | Marilyn Thornhill         | 12 episodios                                            |
| (Fuente: IMDb.com) |                                |                           |                                                         |

## Premios y nominaciones
Destaca su nominación a los Globos de oro como mejor actriz en comedia o musical por Lo opuesto al sexo, papel por el que también fue nominada a los Independent Spirit Awards y ganó el Premios Satellite. Cuenta con varios premios de mejor actriz joven conseguidos por películas como Mermaids o Casper. A estos hay que sumarle premios menores como el de la academia de ciencia ficción por su papel en Sleepy Hollow y una nominación a los Emmy por su cameo en Grey's Anatomy.

### Crítica Televisiva
| Año  | Categoría                                 | Película      | Resultado |
| ---- | ----------------------------------------- | ------------- | --------- |
| 2024 | Mejor actriz de reparto en serie de drama | Yellowjacktes | Nominada  |

### Globo de Oro
| Año  | Categoría                                               | Película           | Resultado |
| ---- | ------------------------------------------------------- | ------------------ | --------- |
| 1998 | Mejor actriz - comedia o musical                        | Lo opuesto al sexo | Nominada  |
| 2023 | Mejor actriz de reparto de serie, miniserie o telefilme | Yellowjacktes      | Nominada  |

### Independent Spirit
| Año  | Categoría    | Trabajo            | Resultado |
| ---- | ------------ | ------------------ | --------- |
| 1998 | Mejor actriz | Lo opuesto al sexo | Nominada  |

### Primetime Emmy
| Año  | Categoría                                 | Trabajo        | Resultado |
| ---- | ----------------------------------------- | -------------- | --------- |
| 2008 | Mejor actriz invitada - Serie dramática   | Grey's Anatomy | Nominada  |
| 2022 | Mejor actriz de reparto - Serie dramática | Yellowjacktes  | Nominada  |